# Cees Zoontjens

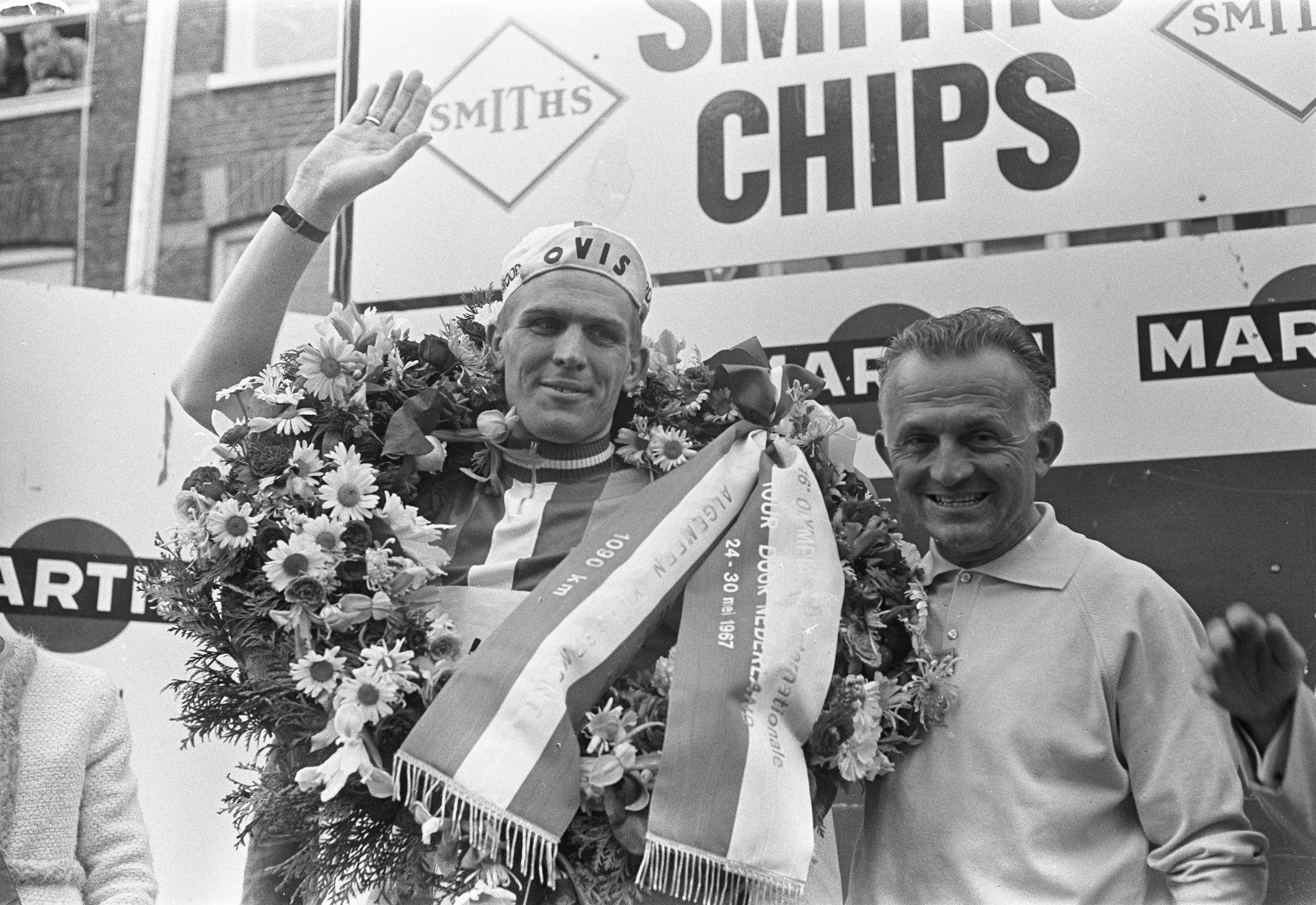
Cees Zoontjens (1967)

Cees Zoontjens (* 10. August 1944 in Tilburg; † 28. April 2011 ebenda) war ein niederländischer Radrennfahrer und nationaler Meister im Radsport.

## Sportliche Laufbahn
Zoontjens war Straßenradsportler und im Querfeldeinrennen (heutige Bezeichnung Cyclosport) aktiv. Sein bedeutendster Erfolg als Amateur war der Sieg in der Olympia’s Tour 1967. Er gewann einen Tagesabschnitt in dem Etappenrennen. Dazu kam der Sieg im Eintagesrennen Ronde van Tilburg.
1968 wurde er Berufsfahrer im Radsportteam Caballero und blieb bis 1974 als Radprofi aktiv. Bei den Profis gewann er 1972 die nationale Meisterschaft im Querfeldeinrennen vor Cock van der Hulst, 1973 gewann er vor Jan van Katwijk. Bei den UCI-Cyclocross-Weltmeisterschaften 1971 wurde er beim Sieg von Eric De Vlaeminck auf dem 9. Rang klassiert und war damit der beste Niederländer. 1973 wurde er 17. im Weltmeisterschaftsrennen.
1970 startete er in der Tour de France und beendete das Rennen auf dem 86. Rang. Die Tour de Suisse 1970 beendete er auf dem 40. Platz.

## Berufliches
1974 wurde er Nationaltrainer für die Querfeldeinfahrer.